# Parigi-Bruxelles 1955
La Parigi-Bruxelles 1955, quarantunesima edizione della corsa, si svolse il 24 aprile 1955 su un percorso di 307 km, con partenza da Parigi e arrivo a Bruxelles. Fu vinta per il secondo anno consecutivo dal belga Marcel Hendrickx della Elve-Peugeot davanti al francese Gilbert Scodeller e al belga Germain Derycke.

## Ordine d'arrivo (Top 10)
| Pos. | Corridore         | Squadra               | Tempo    |
| ---- | ----------------- | --------------------- | -------- |
| 1    | Marcel Hendrickx  | Elve-Peugeot          | 9h14'54" |
| 2    | Gilbert Scodeller | La Perle-Hutchinson   | s.t.     |
| 3    | Germain Derycke   | Alcyon-Dunlop         | s.t.     |
| 4    | Roger Decock      | Girardengo-Eldorado   | s.t.     |
| 5    | Stan Ockers       | Elve-Peugeot          | s.t.     |
| 6    | Robert Desbats    | Terrot-Hutchinson     | s.t.     |
| 7    | Ernest Sterckx    | L'Avenir              | s.t.     |
| 8    | Attilio Redolfi   | Mercier-BP-Hutchinson | s.t.     |
| 9    | Jan Storms        | L'Avenir              | s.t.     |
| 10   | Briek Schotte     | Alcyon-Dunlop         | s.t.     |